# 2250 Stalingrad
2250 Stalingrad este un asteroid din centura principală, descoperit pe 18 aprilie 1972 de Tamara Smirnova.